# Førergarden

Odznaka Førergarden

Førergarden – straż przyboczna przywódcy marionetkowego rządu norweskiego Vidkuna Quislinga podczas II wojny światowej.
Førergarden powstała w kwietniu 1942 r. Liczyła początkowo ok. 150 ludzi osobiście dobranych przez V. Quislinga spośród członków Hird, paramilitarnej przybudówki faszystowskiej partii Nasjonal Samling (NS). Byli oni jego najbardziej zaufanymi bojowcami, wykonującymi także specjalne zadania. Z biegiem czasu jednostka rozrosła się do wielkości kompanii w liczbie 250–300 ludzi. Werbowano ich również z frontowych weteranów Ochotniczego Legionu Norweskiego i SS-Polizei-Battaillon 506. 17 sierpnia 1943 r. Førergarden wraz z policją i organizacją Hird formalnie weszła w skład norweskich sił zbrojnych. Na jej czele stali: sveitfører Per Carlson (20 kwietnia 1942 r. – 1 kwietnia 1944 r.), Sverre Henschien (do lutego 1945 r.) i sveitfører Sophus Kahrs (do 9 maja 1945 r.).
Członkowie straży przybocznej nosili specjalną odznakę w kolorze srebrnym o owalnym kształcie z czarnym emaliowanym brzegiem. Na górze był emblemat partii NS (krzyż św. Olafa), na którym siedzi kruk z rozpostartymi skrzydłami, na dole zaś inicjały "VQ" w białym kolorze.